# Överkalix-Naishedens Flygplats
Vliegveld Överkalix-Naisheden is gelegen binnen de Zweedse gemeente Överkalix. Het is gelegen 14 kilometer ten zuidoosten van Lansjärv en 30 kilometer ten noordwesten van Överkalix. Vliegveld is eigenlijk het verkeerde woord; het is een landingstrip, die uitloopt op de Europese weg 10.
Naisheden is een plaatselijke aanduiding van een gebied rond het Naisjärv.